# Drăgotești (Gorj)
Drăgoteşti è un comune della Romania di 2709 abitanti, ubicato nel distretto di Gorj, nella regione storica dell'Oltenia.
Il comune è formato dall'unione di 3 villaggi: Corobăi, Drăgotești, Trestioara.